# Petruskirche (Neu-Ulm)

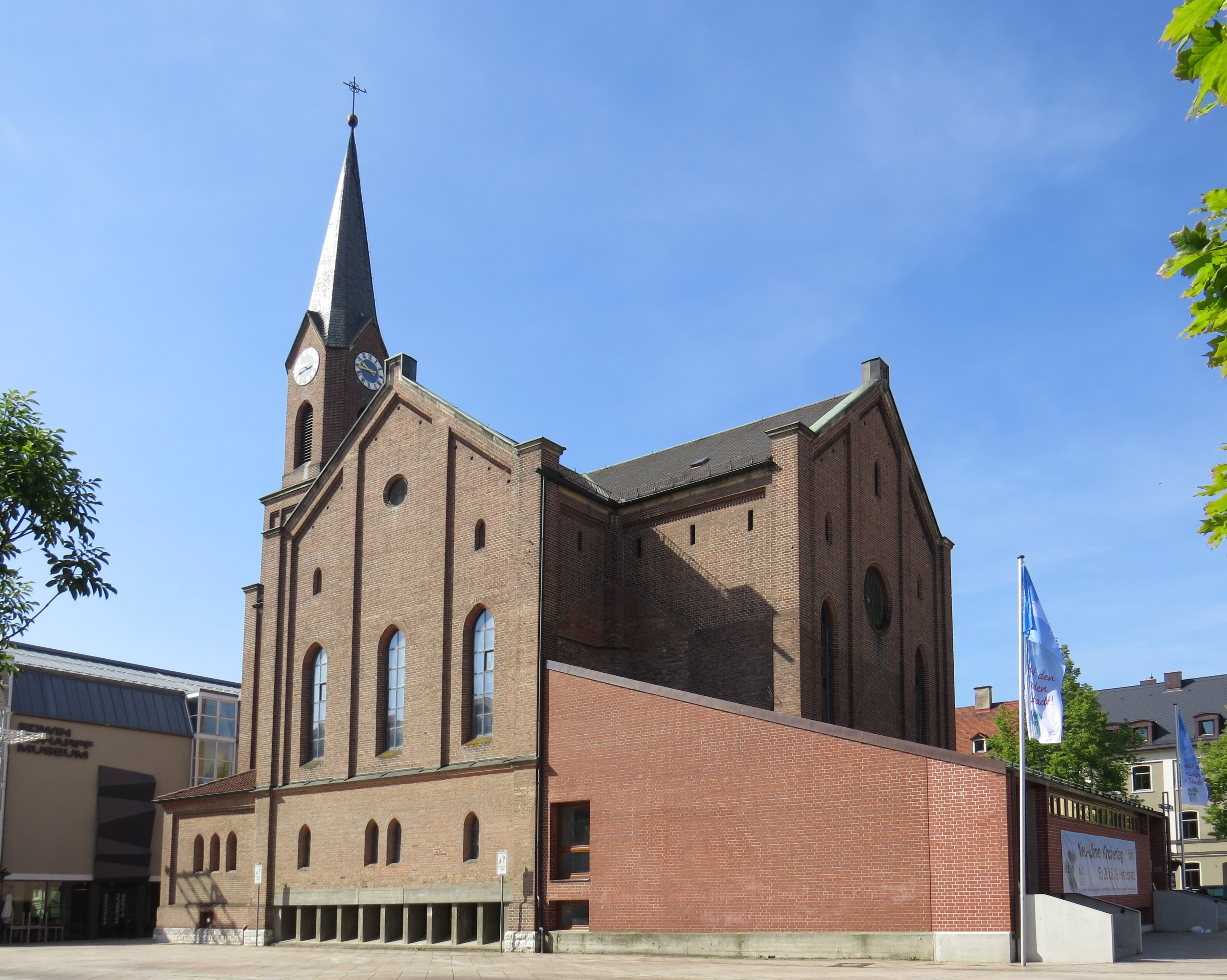
Kirchengebäude auf dem Petrusplatz 8

Die Petruskirche in der bayerischen Stadt Neu-Ulm ist ein im 19. Jahrhundert im Zentrum der damaligen Stadtgemeinde errichteter Sakralbau. Sie gehört zum Evangelisch-lutherischen Dekanat Neu-Ulm in der Evangelisch-Lutherischen Kirche in Bayern.
Im Lauf der Entwicklung wurde das Gotteshaus außen und innen mehrfach umgebaut. Die Kirche steht unter Denkmalschutz.

## Lage
Die Kirche steht frei auf einem 55 × 75 Quadratmeter großen Stadtplatz. Nordöstlich und südwestlich wird dieser von Baumreihen gesäumt. Nach Abschluss aller Umbaumaßnahmen einschließlich der Anlage einer Tiefgarage unter dem Platz und der umfassenden Renovierung der Kirche erhielt der Stadtplatz im Jahr 1993 den amtlichen Namen Petrusplatz.

## Baugeschichte

### Von der Grundsteinlegung bis 1871
In der Stadt Neu-Ulm hatten sich im 19. Jahrhundert neben zahlreichen Katholiken auch Protestanten niedergelassen. Die evangelische Kirchengemeinde beschloss im 19. Jahrhundert, im Zentrum des Ortes eine eigene Kirche zu errichten. Nach einer Spendensammlung und der Bereitstellung der Gelder für den Ankauf eines Baugrundstücks sowie für die Ausführung der Bauarbeiten wurde am 15. Oktober 1863 der Grundstein gelegt.

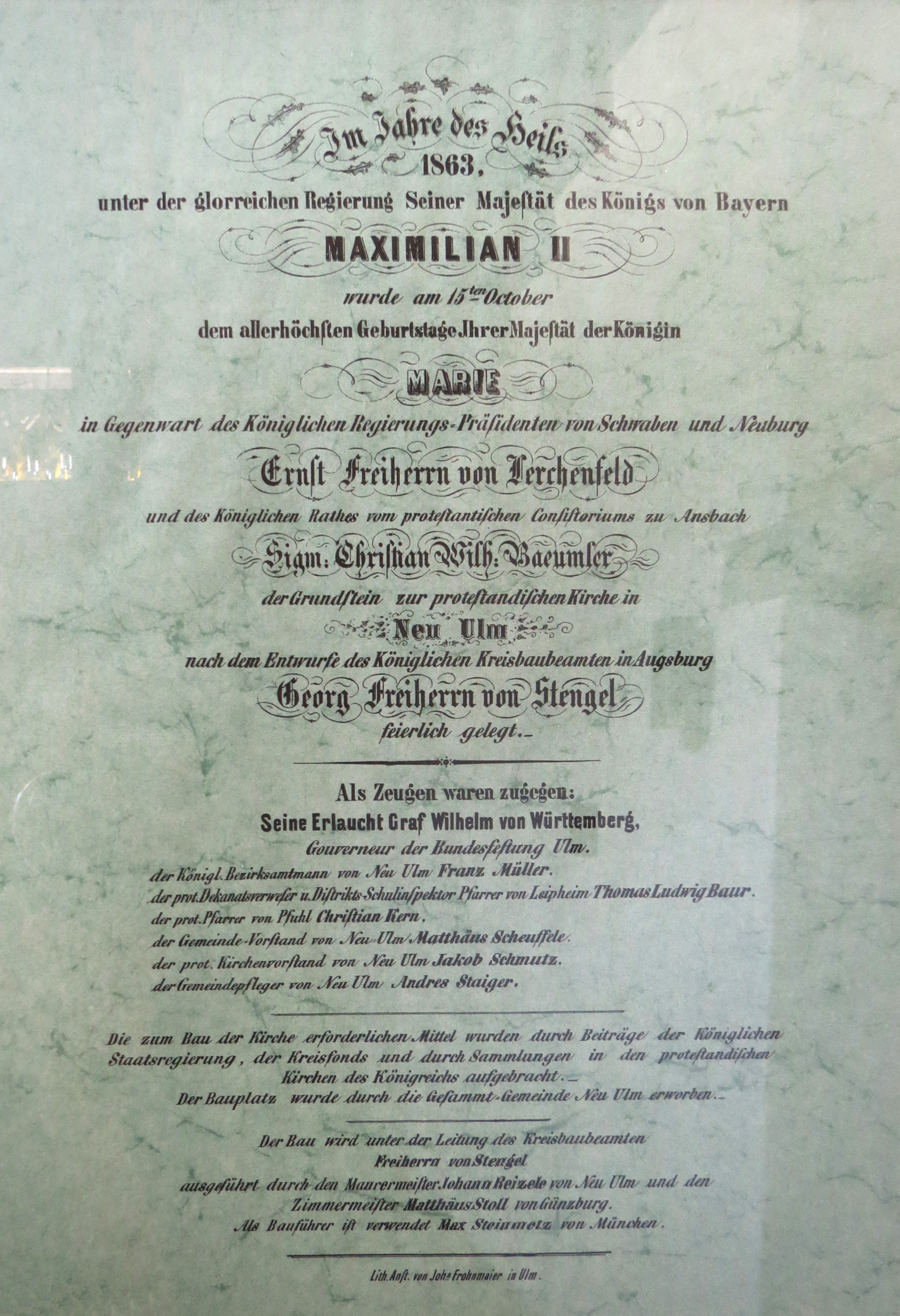
Grundsteinlegungsurkunde

Die Baupläne lieferte der königliche Kreisbaumeister Georg Freiherr von Stengel, der auch die katholische Stadtpfarrkirche St. Johann Baptist geplant hatte. Am 25. August 1867 nahm Regierungspräsident Ernst Freiherr von Lerchenfeld die Einweihung des zunächst evangelische Stadtpfarrkirche genannten Gotteshauses vor. Sie erhielt erst 1963, zur Unterscheidung von der zweiten Neu-Ulmer evangelischen Kirche, den Namen des Apostels Petrus. Nach der Fertigstellung des Pfarrhofes im Jahr 1871 gestaltete die Stadt zusammen mit der Kirchengemeinde den umgebenden Kirchplatz.

### 1872 bis zum Ende des Zweiten Weltkriegs
In den 1880er und 1890er Jahren wurden auf der Empore Kirchenbänke installiert, zugleich wurde die erste Orgel aus der Werkstatt von Sigmund Braungart durch die Firma Steinmeyer umgerüstet. Außerdem erhielt der Kirchenraum eine Heizung und elektrische Beleuchtung. Am Ende des Ersten Weltkriegs musste die Kirchengemeinde die beiden größten Bronzeglocken als Metallspende des deutschen Volkes zum Umschmelzen in Kriegsgerät abliefern.
1926 wurde die elektro-mechanische Kirchturmuhr eingebaut. Ebenfalls in den 1920er Jahren fanden nach Plänen und unter Leitung des Ulmer Architekten Albert Unseld umfangreiche Renovierungsarbeiten statt wie Mauerwerksausbesserungen, Reparaturen am Bodenbelag, neue farbliche Ausgestaltung. Ebenso ließ die Gemeinde zwei neue Kirchenglocken gießen und installieren. 1943 wurden die erneuerten Glocken wiederum zu Kriegszwecken abgeliefert; im Frühjahr 1945 beschädigten Bombenabwürfe das Dach des Kirchengebäudes, auch die Fenster zerbrachen und im Inneren verblieben Rauchspuren.

### 1945 bis in das 21. Jahrhundert
Nach dem Krieg erfolgten rasche Reparaturen, um das Gotteshaus wieder nutzen zu können: die Fenster wurden in Teilen ersetzt, Schäden im und am Mauerwerk der westlichen Sakristei beseitigt und das Dach ausgebessert. In den 1950er Jahren fand ein umfassenderer Wiederaufbau unter Verantwortung des Architekten Ott aus Günzburg statt. Unter anderem gestaltete der Innenarchitekt und Bildhauer Karlheinz Hoffmann den Hauptkirchenraum ein wenig um: der Hochaltar und die strenge Anordnung von geraden Sitzbänken blieben erhalten, die ornamentierten Wandflächen wurden mit hellerer Farbe einfarbig überstrichen.

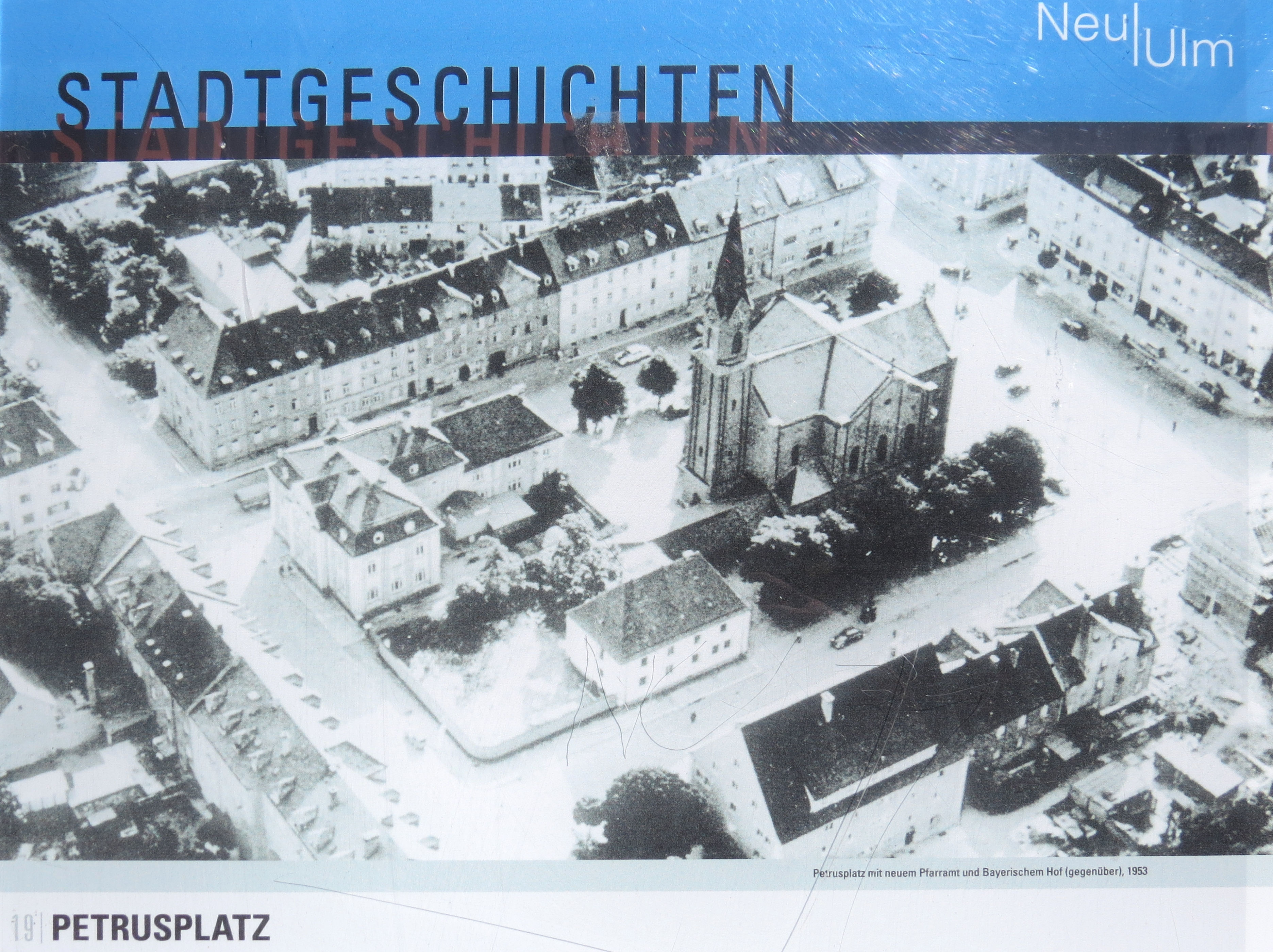
Kirche und umgebender Platz anno 1953, auf einer Stadtinfotafel, 2019

Das Aussehen des 21. Jahrhunderts entstand nach massiven Umbauarbeiten in den 1960er, 1970er und 2010er Jahren. Im Jahr 1963 erhielt das Gotteshaus die geänderte Bezeichnung Petruskirche, weil inzwischen mit der Erlöserkirche im Neu-Ulmer Stadtteil Offenhausen ein zweiter evangelisch-lutherischer Kirchenbau in der Stadt entstanden war.
Die Idee der Herrichtung der Kellerräume für die Belange der Gemeinde entstand, weil der Kirchenvorstand keine geeigneten Räumlichkeiten in der Umgebung der Kirche gefunden hatte. Die Ausführung (ab 1967) erfolgte unter Leitung des Architekten Theodor Steinhauser. Das alte Eingangsportal auf der Südostseite und die seitlichen Treppentürme wurden dafür abgerissen.
Die Umbaumaßnahmen führten dazu, dass
- der Hauptraum aufgelockert, die geraden hölzernen Kirchenbänke ausgebaut, der Altar nach Koblenz verkauft wurde,
- die Altarnische sparsamsten Schmuck aus naturbelassenem Holz erhielt,
- die Sitzanordnung um die neue Gottesdienstinsel herum halbkreisförmig geändert wurde.

Im Jahr 1972, nach Abschluss des Anbaus der neuen Vorhalle und der Ausschachtung von Teilen des Fundaments wurden zwei neue Kircheneingänge geschaffen. In diese wurden zwei bronzebeschlagene Holztüren eingebaut, im Nachfolgenden als Evangeliumstür (links) und Aposteltür (rechts) bezeichnet.
In den Jahren 2015/2016 konnte die Gemeinde dank Spenden und Fördergeldern die in der Kirchengeschichte bisher umfangreichsten Renovierungs- und Umbaumaßnahmen an der Petruskirche und den Gemeinderäumen ausführen lassen. Das beauftragte Architekturbüro Meister aus Ulm ließ folgende Detailarbeiten ausführen:
- am Hauptdach (Sicherung und teilweise Erneuerung des historischen Dachgebälks),
- an den Gewölbekuppeln des Hauptschiffes und der Seitenschiffe,
- denkmalgerechte Generalsanierung von Kirchenraum und Petrussaal sowie
- neue Raumorganisation und -erweiterung des Tiefparterres.

## Architektur

### Außenbeschreibung: Hauptgebäude
Das gesamte Bauwerk ist mit sichtigem Backstein im neogotischen Stil errichtet. Es besitzt einen kreuzförmigen Grundriss, dessen Achsen in Südost–Nordwest (Hauptschiff) und Südwest–Nordost (Querschiff) ausgerichtet sind. Das Pultdach des Hauptgebäudes ist mit Schieferplatten gedeckt.
Ein Anbau wurde dem südlichen Seitenschiff zu Beginn der 1970er Jahre vorgesetzt, in den nun statt des abgebrochenen Hauptportals zwei Portale in das Kircheninnere leiten. Dieser Anbau erhielt 2015 eine Verkleidung aus Sichtmauerwerksziegeln, deren Größe und Farbe mit der Denkmalschutzbehörde abgestimmt wurden. Der ursprüngliche Treppenturm zur Empore wurde abgerissen und drei frühere Fenster sind nun vom Straßenniveau kaum noch erkennbar.

### Außenbeschreibung: Kirchturm

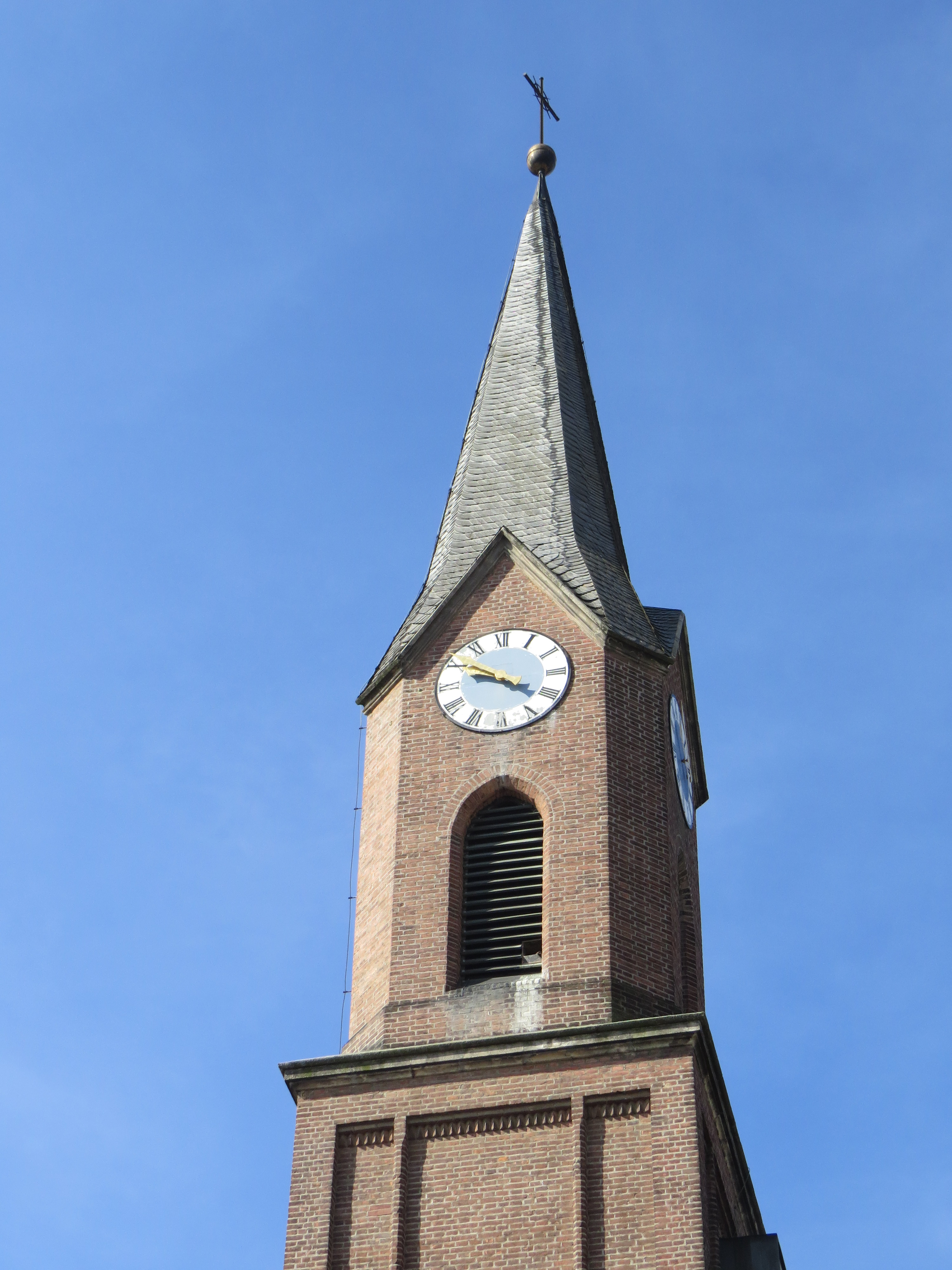
Kirchturm mit Schallöffnungen und mehrseitigen Zifferblättern

Der integrierte Kirchturm hat einen quadratischen Grundriss mit einer Seitenlänge von etwa 5 Metern und wird von einem achteckigen kupferplatten-gedeckten Spitzdach abgeschlossen. Er wird auf eine Höhe von 70 m geschätzt. Im Turm befinden sich das dreistimmige Geläut und eine Kirchturmuhr mit Zifferblättern in alle vier Hauptrichtungen, die Zeiger sind vergoldet. Im Jahr 1990 wurde die elektromechanische Turmuhr gegen eine neue funkgesteuerte ausgetauscht.

### Portalanbau
Die beiden Portale haben etwa die Maße vier mal drei Meter und werden von bronzegeschmückten Kirchentüren geschlossen. Zu den Portalen gelangen die Besucher über eine siebenstufige breite Freitreppe.
Auf den Türblättern der beiden neuen Portale sind Bronzereliefs angebracht, die nach Entwürfen des Ulmer Bildhauers, Grafikers und Malers Günther Späth ausgeführt wurden. Die Kirchengemeinde und eine Stiftung der Stadt Neu-Ulm stellten die nötigen Mittel bereit.

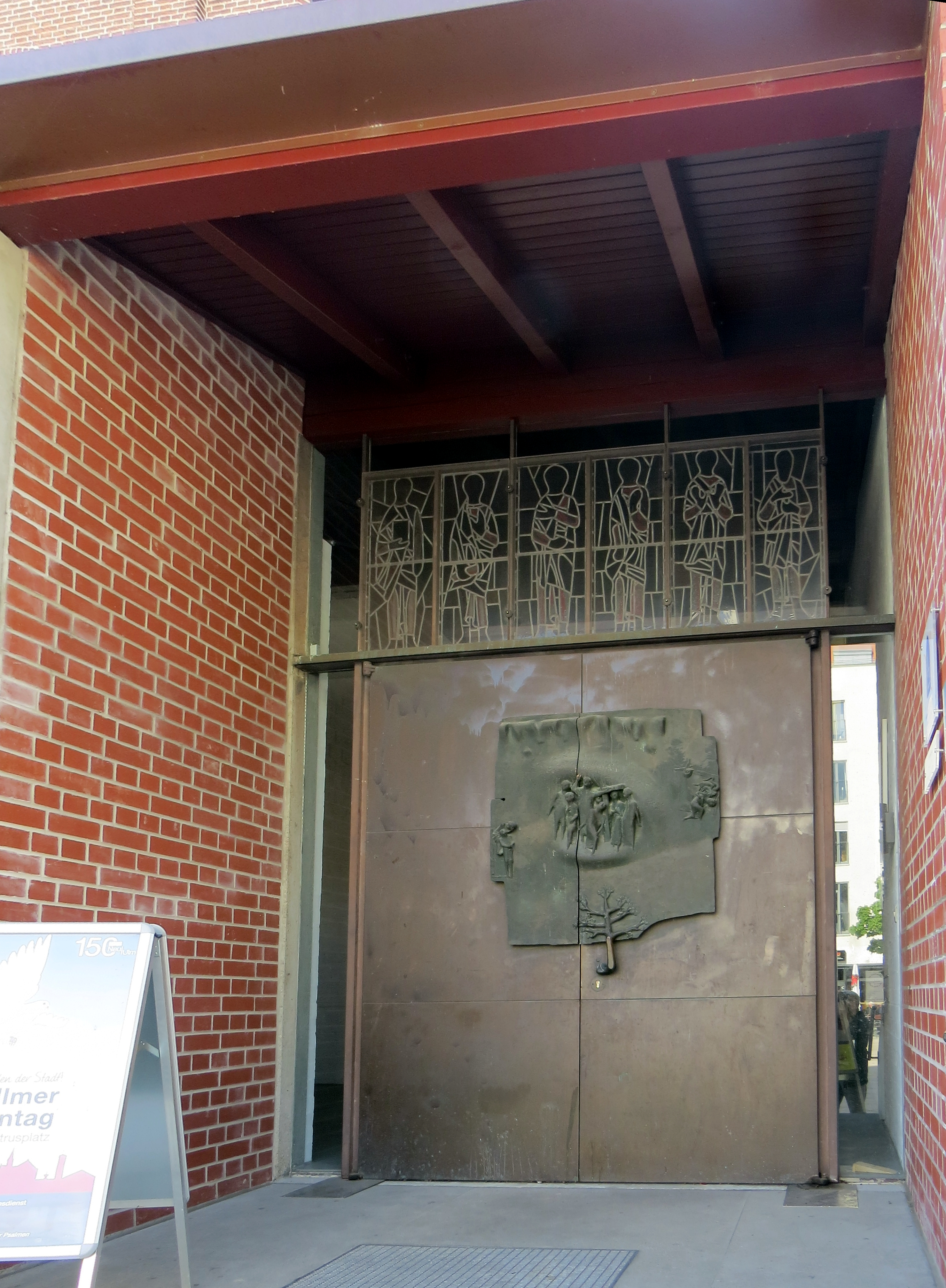
Portal der Aposteltür

- Auf den Schmucktafeln der Evangeliumstür ist die Geschichte des Apostels Petrus mittels dreier Bilder (und darin verwobenen kleineren Szenen) dargestellt: „Im Zentrum steht ein aufgerissener, zu einem Kreuz stilisierter Baumstamm, mit Jesus als Schmerzensmann, die Hände gefesselt, die Dornenkrone auf dem Kopf, ihm zu Füßen Petrus mit vors Gesicht gepressten Händen. Die Szene folgt der Ankündigung Jesu, er werde getötet, aber am dritten Tag wieder auferstehen. ‚Herr, das verhüte Gott‘, entfährt es daraufhin dem Petrus, der wohl auch um sein eigenes Schicksal fürchtet. Späth lässt ihn ‚querliegen‘ zum Gottessohn. Unterhalb dieser Szene der krähende Hahn und das leere Grab. Links oben stehen sich Jesus und Petrus mit ausgestreckten Armen gegenüber. ‚Du bist Petrus (lateinisch/griechisch: der Fels), und auf diesen Felsen will ich meine Gemeinde bauen.‘ Dabei reicht er Petrus den Schlüssel. Die sich überschlagenden Wellen auf dem rechten Türflügel neben dem Kreuz beziehen sich auf den österlichen Fischzug am See Tiberias wie ihn Johannes im 21. Kapitel seines Evangeliums schildert. Links oben das Fischerboot, daneben Petrus, der sich vor Freuden ins Wasser stürzt, als er am Ufer Jesus erkennt. Rechts liegen sich beide in den Armen.“[3]

- „Auf den Tafeln der Aposteltür sind die Jünger Jesu symbolisch unter dem Kreuz versammelt und erleben das Pfingstwunder. Daneben ist die Vision des Petrus zu sehen, in der er einen Sack mit angeblich unreinen Tieren wahrnimmt, die er als gesetzestreuer Jude nicht nutzen darf. Doch er gewinnt die Erkenntnis, dass es dieses Unreine gar nicht geben darf, dass Grenzen zwischen Klassen, Religionen oder sozialen Schichten nicht bestehen dürfen.“[3]

Einer der Türgriffe hat die Form eines Feigen-Baums. Die Reliefs wurden am 26. November 1972 der Gemeinde feierlich übergeben. Der damalige Pfarrer Joachim Pennig fasste die Darstellung so zusammen: „Geht es auf der Evangeliumstür um den Glauben, geht es auf der Aposteltür um die Ethik.“

### Innenbeschreibung: Hauptschiff
Der Hauptraum der Kirche wirkt gerundet, ist aber die klassische Anordnung eines rippengewölbten Raumes mit zwei Jochen.

### Innenbeschreibung: Chorraum mit Altarinsel
Auf einem rundherum frei stehenden zweistufigen Podium sind der hölzerne Altartisch und der Ambo aufgestellt, sie bilden eine Altarinsel. Über dieser schwebt ein rundes Holzscheibenkreuz. Auf einer Seite vor der in den Kirchturm eingebauten Altarnische befindet sich die historische geschnitzte Kanzel und auf der anderen Seite ein in Holz gefasstes Taufbecken. Die Kanzel wird auch Petruskanzel genannt.
Die Inselform, mit der dem Gedanken einer Gemeindezentriertheit Rechnung getragen wurde, und die schlichte Naturholzausstattung stammen vom Holzkünstler Karlheinz Hoffmann. Für die Interieurgestaltung erhielt Hoffmann den Kunstpreis der Bayerischen Landeskirche. Die historischen hölzernen Ausstattungsstücke wurden aufgehellt, der Fußboden wurde mit farblich angepasstem Parkett belegt.

### Innenbeschreibung: Empore
Im Südostbereich zieht sich die Empore auf drei Seiten um den Raum. Sie ruht auf schlanken kaum verzierten Säulen.

### Keller mit Sanitärbereich
Durch den in den 1960er Jahren begonnenen und bis 2016 andauernden Totalumbau der Kirche entstand ein Kellerbereich, in dem Toiletten und eine Küche eingebaut sowie ein barrierefreier Zugang ermöglicht wurden. Die Finanzierung der Arbeiten erfolgte zu großen Teilen aus Spenden.

### Vorraum
Die beiden neuen Hauptportale des Gotteshauses leiten den Kirchenbesucher zunächst in einen Vorraum, in welchem ein Kruzifix eine weiße Wand schmückt und ein separater leicht erhöhter Raum Platz für kleine wechselnde Ausstellungen bietet, eine Garderobenecke ist abgetrennt. Die Darstellung des Gekreuzigten stammt aus der Erstausstattung des Altarraumes. Beidseitig führt nun je eine aus Beton gefertigte Treppe auf die Orgelempore. Eine Treppe verbindet den Eingang mit den Anlagen im Keller und dem dort installierten Fahrstuhl.

## Ausstattung

### Altarraum
Aus der Erstbauzeit stammen die hölzerne Kanzel, jedoch ohne Schalldeckel, und das Taufbecken.
Die Künstlerin Lisa Beyer-Jatzlau (* 1923) gestaltete zwei Buntglasfenster und stiftete diese im Jahr 1960 der Kirche als neue Chorfenster. Nach den großen Umbauarbeiten der 2000er Jahre erhielten diese ihre jetzigen Plätze an den Wänden der beiden Treppen zur Empore. Das Nordfenster ist das Tauffenster nach Mk 1,9–11 , das Südfenster stellt eine vereinfachte Abendmahlszene (Mt 26,26–28 ) in Draufsicht dar.

### Sitze
Die früheren geschnitzten Kirchenbänke wurden gegen verbundene Einzelsitze ausgetauscht, die bogenförmig aufgestellt sind. Auf der Empore befanden sich ebenfalls Bänke, die im Jahr 1882 angeliefert und eingebaut worden waren. Auch sie wichen modernen Einzelsitzen.

### Fenster
Im Jahr 1956 stiftete der Glaskünstler Wilhelm Geyer 12 Farbfenster mit der Darstellung der 12 Apostel, die zu je 6 unter den Emporen in die Spitzbögen eingesetzt wurden. Nach der Totalumgestaltung des Kirchenraumes und der Inbetriebnahme des Vorbaus erhielten die Mittelteile der Fenster, nebeneinander angeordnet, ihre Plätze über den beiden neuen Portalen. Die Namensangaben und die Umrandung wurden dabei weggelassen. Zwei der Fenster wurden aber offenbar noch einmal angefertigt, denn sie befinden sich nun unter den Emporenflügeln: eines davon zeigt den Namenspatron der Kirche hl. Petrus.
In die Altarnische wurden 1971 zwei Schmuckfenster von Hubert Distler eingebaut: sie stellen die Sonne und die Erde dar.
Zu den Portalen gelangen die Besucher über eine siebenstufige breite Treppe.

### Beleuchtung
Die Umbauarbeiten erforderten auch ein neues Lichtkonzept, das eine Verbindung zwischen dem Kirchenhauptraum und den Nebenräumen herstellt. Zuvor bestimmten schirmförmige Hängelampen die Ausleuchtung des Altarraumes und der Seitenschiffe. Nun dominieren mit LED-Lampen bestückte, unauffällig platzierte moderne zylinderförmige Hängeleuchten das gesamte Innere.

## Orgel

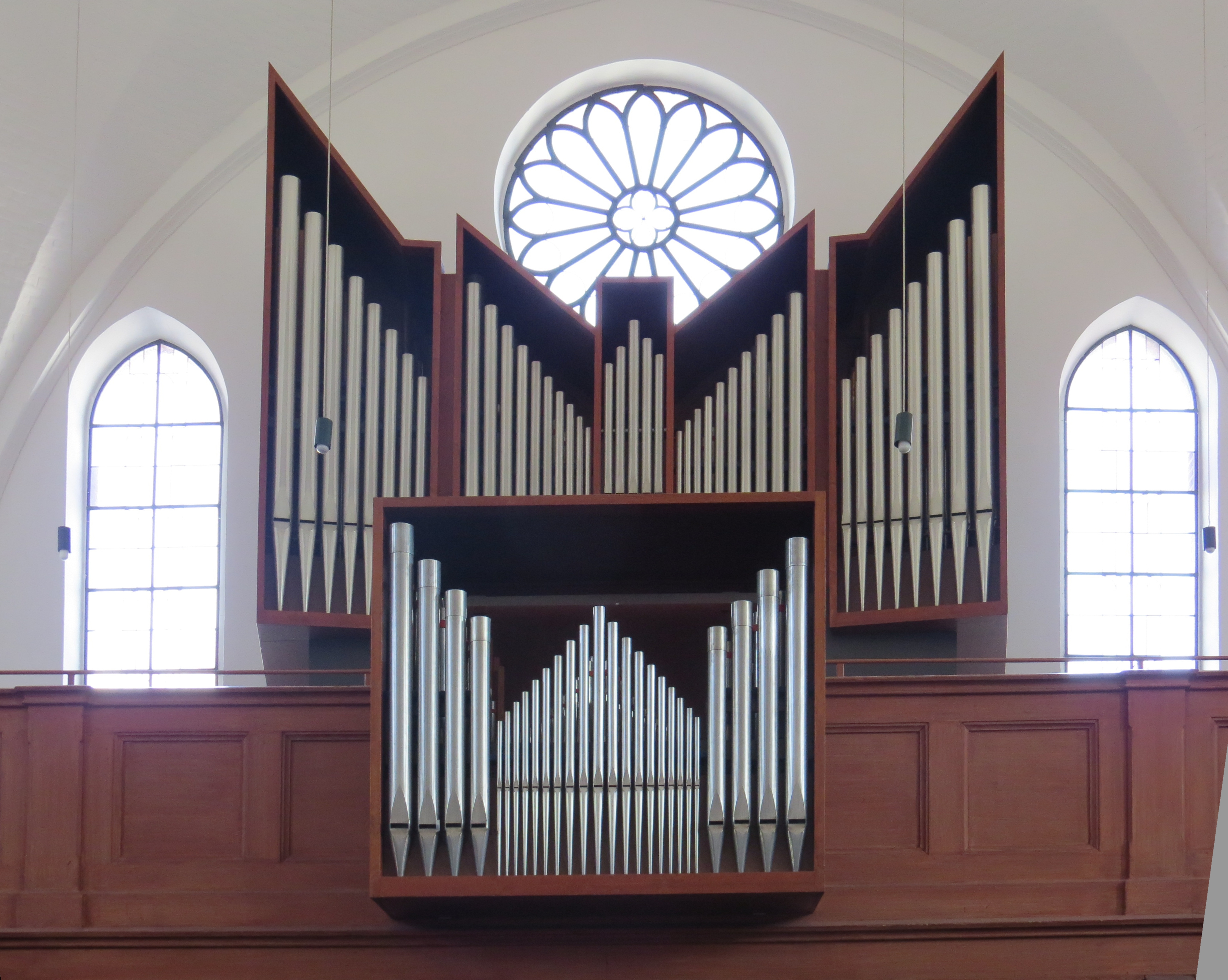
Orgel

Auf der dreiflügeligen Empore ist eine Orgel installiert, die von der Firma Orgelbau Simon hergestellt und 1972 eingeweiht wurde. Sie ersetzte die erste, bei der Kircheneinweihung hier aufgestellte Orgel von Sigmund Braungart, die im Jahr 1899 durch den Orgelbau Steinmeyer aus Oettingen umgebaut wurde. Im Jahr 1928 wurde dieses Instrument repariert und erweitert. Schließlich musste die Braungart-Steinmeyer-Orgel im Jahr 1951 noch einmal überarbeitet werden.
Die Simon-Orgel wies anfangs 22 Register auf zwei Manualen und Pedal auf. Durch die Erbauerfirma folgte 1986 eine Restaurierung und Erweiterung auf 33 Register und drei Manuale.
Der Prospekt des Hauptgehäuses ist in fünf Felder gegliedert. Die beiden äußeren Pfeifenfelder weisen in Form rechtwinkliger Trapeze nach oben, das niedrige schmale Mittelfeld ist hochrechteckig und das Rückpositiv querrechteckig gestaltet. Durch diese Anordnung wirkt der gesamte Prospekt wie ein schwebender Engel.
Das Schleifladen-Instrument mit mechanischer Spiel- und elektrischer Registertraktur besitzt eine elektronische Setzeranlage mit Kartenspeichermöglichkeit und eine Crescendowalze. Die drei Tremulanten sind jeweils frequenzsteuerbar. Die Orgel verfügt über folgende Disposition:
| I Rückpositiv C–g3 |               |       |
| 1.                 | Gedackt       | 8′    |
| 2.                 | Rohrflöte     | 4′    |
| 3.                 | Prinzipal     | 2′    |
| 4.                 | Spitzquinte   | 1 ⁄3′ |
| 5.                 | Oktave        | 1′    |
| 6.                 | Zimbel III    | 1⁄3′  |
| 7.                 | Holzkrummhorn | 8′    |
|                    | Tremulant     |       |

| II Hauptwerk C–g3 |             |     |
| 8.                | Quintade    | 16′ |
| 9.                | Prinzipal   | 8′  |
| 10.               | Koppelflöte | 8′  |
| 11.               | Oktave      | 4′  |
| 12.               | Gemshorn    | 4′  |
| 13.               | Nachthorn   | 2′  |
| 14.               | Mixtur IV–V | 2′  |
| 15.               | Trompete    | 8′  |
|                   | Tremulant   |     |

| III Schwellwerk C–g3 |                 |        |
| 16.                  | Rohrgedackt     | 8′     |
| 17.                  | Spitzgambe      | 8′     |
| 18.                  | Prinzipal       | 4′     |
| 19.                  | Kleingedackt    | 4′     |
| 20.                  | Nasat           | 2 ⁄3′  |
| 21.                  | ital. Prinzipal | 2′     |
| 22.                  | Terzflöte       | 1 3⁄5′ |
| 23.                  | Septime         | 1 ⁄7′  |
| 24.                  | Scharf III–IV   | 1′     |
| 25.                  | Musette         | 16′    |
| 26.                  | Oboe            | 8′     |
|                      | Tremulant       |        |

| Pedal C–f1 |              |        |
| 27.        | Subbass      | 16′    |
| 28.        | Oktavbass    | 8′     |
| 29.        | Gedacktbass  | 8′     |
| 30.        | Basszink III | 5 1⁄3′ |
| 31.        | Choralbass   | 4′     |
| 32.        | Rauschquint  | 1 ⁄3′  |
| 33.        | Fagott       | 16′    |

- Koppeln: I/II, III/I, III/II, I/P, II/P, III/P
- Spielhilfen: Setzeranlage mit Kartenspeichermöglichkeit, Crescendowalze, Tutti

## Glocken
Im Turm befindet sich ein dreistimmiges Geläut aus Bronzeglocken. Die kleinste Glocke stammt aus der Erbauungszeit der Kirche, die anderen beiden sind Neugüsse der Glockengießerei Grüninger aus Straß und wurden am 26. März 1950 geweiht.
Das erste Geläut hatte die Glockengießerei Wieland in den 1860er Jahren angefertigt. Die beiden größten Glocken mussten im  Ersten Weltkrieg, am 15. Juli 1918, als Metallspende des deutschen Volkes zur Umarbeitung in Kriegsmaterial abgeliefert werden. 1922 konnte die Gemeinde neue Bronzeglocken einweihen. 1942, im Zweiten Weltkrieg, waren die beiden Größten wiederum abzuliefern, sie gelangten zusammen mit vielen anderen Glocken per Eisenbahn zum Einschmelzen.
 Glockenplan – Inschriften und Stimmung:
| Name            | Stimmung | Inschrift                                                                                             | Gewicht                                                   |
| --------------- | -------- | --- | --------------------------------------------------------- |
| Große Glocke    | a′       | Er heißt Jesus Christus. – Jesus Christus gestern und heute und derselbe auch in Ewigkeit (Hebr 13,8) | Alle drei Glocken haben eine Masse von insgesamt 1389 kg. |
| Mittlere Glocke | g′       | Ein feste Burg ist unser Gott. – Gott ist unsere Zuversicht und Stärke (Ps 46,1)                      | Alle drei Glocken haben eine Masse von insgesamt 1389 kg. |
| Kleine Glocke   | c″       | Das Wort sie sollen lassen stahn. – Dein Wort ist die Wahrheit (Joh 17, 17)                           | Alle drei Glocken haben eine Masse von insgesamt 1389 kg. |

## Nutzung der Kirche
Das Kirchengebäude dient dem normalen Gottesdienst und anderen kirchlichen Angelegenheiten. Außerdem ist sie eine verlässlich geöffnete Kirche, kann also von jedem Interessenten besucht und besichtigt werden.
Die Einrichtung der Altarinsel ermöglicht einen schnellen Abbau, so dass in dem akustisch gut austarierten Raum auch öffentliche Veranstaltungen und Konzerte stattfinden können.
Im Portalanbau befindet sich ein kleiner nach innen offener Raum, in welchem Kunstausstellungen möglich sind und Informationsmaterial bereitgehalten wird.

## Seelsorge

### Gemeindearbeit
Die Petrusgemeinde hat Ende der 2010er Jahre ca. 4200 Mitglieder. Sie arbeitet mit Jugendlichen, mit Flüchtlingen und Aussiedlern, veranstaltet ökumenische Gottesdienste und führt einen Dialog mit Muslimen. Sie unterhält einen Diakonieverein, Bibel- und Hauskreise, einen Besuchsdienst, führt Espresso-Seminare, Markt- und Samstags-Treff, Montagsrunden und die Seniorenarbeit durch und betreibt zwei Kitas (Zachäus-Nest und Jona-Insel mit 275 Plätzen und über 80 Mitarbeitern).
Die Kirchengemeinde unterhält hauptamtliche Kirchenmusiker, die als Kammerorchester auftreten. Der Kantor ist KMD Oliver Scheffels, er löste KMD Wolfgang Gütinger als Vorgänger in der Petruskirche ab. Außerdem gibt es den PetrusChor und einen Gospelchor.
Einige Kirchen in Neu-Ulm bilden eine Kooperationsgemeinde, weswegen auch Gastpredigten untereinander stattfinden können (Predigttausch). Mit dabei sind die Erlöserkirche in der Martin-Luther-Straße und die Andreaskirche in Neu-Ulm/Ludwigsfeld.

### Pfarrer (Auswahl)
- Adolf Bauer, 1876–1908, Ehrenbürger der Stadt Neu-Ulm[1]
- Joachim Pennig, um 1994–2007[17][18]
- Gabriele Burmann, 1999–2018, Dekanin
- Karin Schedler, 2007–2017[6][19]
- Andreas Liedtke, 2016–2019[20]
- Jürgen Pommer, seit Mai 2018 (Erste Pfarrstelle und Dekan des Dekanats Neu-Ulm)[21]
- Johannes Knöller, seit Juli 2018 (Zweite Pfarrstelle)[21][22]
- Jean-Pierre Barraud, seit Januar 2021 (Dritte Pfarrstelle)